# Eliminatórias da Copa do Mundo FIFA de 2026 – CONCACAF (terceira fase)
Esta página apresenta os resultados das partidas da terceira fase das eliminatórias da CONCACAF para a Copa do Mundo FIFA de 2026.

## Formato
Como Canadá, México e Estados Unidos se classificaram para a Copa do Mundo FIFA de 2026 como anfitriões, eles não participarão das eliminatórias. Doze equipes - os vencedores dos grupos da segunda fase e os segundos colocados - foram sorteados em três grupos de quatro equipes cada para jogar um formato de liga em casa e fora. Os vencedores se classificarão para a Copa do Mundo FIFA de 2026 e os dois melhores segundos colocados avançarão para a repescagem.

## Participantes
As seguintes equipes terminaram em primeiro ou segundo lugar em seus respectivos grupos da segunda fase:
- Bermudas
- Costa Rica
- Curaçau
- El Salvador
- Guatemala
- Haiti
- Honduras
- Jamaica
- Nicarágua
- Panamá
- Suriname
- Trinidad e Tobago

## Sorteio
O sorteio foi realizado em 12 de junho de 2025. As equipes serão distribuídas com base no Ranking Mundial Masculino da FIFA de junho de 2025 (mostrado entre parênteses). O sorteio começará com o Pote 1; a primeira equipe sorteada será colocada na posição A1, a segunda equipe sorteada na posição B1 e a terceira equipe sorteada na posição C1. O processo será então repetido com os Potes 2, 3 e 4.
| Pote 1                                            | Pote 2                                             | Pote 3                                                        | Pote 4                                                 |
| ------------------------------------------------- | -------------------------------------------------- | ------------------------------------------------------------- | ------------------------------------------------------ |
| 1. Panamá (33) 2. Costa Rica (54) 3. Jamaica (63) | 1. Honduras (75) 2. El Salvador (81) 3. Haiti (83) | 1. Curaçau (90) 2. Trinidad e Tobago (100) 3. Guatemala (106) | 1. Nicarágua (133) 2. Suriname (137) 3. Bermudas (168) |

## Grupos

### Grupo A
| Pos | Equipe      | Pts | J | V | E | D | GP | GC | SG | Classificado               |       |        |        |        |        |
| --- | ----------- | --- | - | - | - | - | -- | -- | -- | -------------------------- | ----- | ------ | ------ | ------ | ------ |
| 1   | Panamá      | 0   | 0 | 0 | 0 | 0 | 0  | 0  | 0  | Copa do Mundo FIFA de 2026 |       | —      | 18 Nov | 8 Set  | 14 Out |
| 2   | El Salvador | 0   | 0 | 0 | 0 | 0 | 0  | 0  | 0  | Possível repescagem        |       | 10 Out | —      | 14 Out | 8 Set  |
| 3   | Guatemala   | 0   | 0 | 0 | 0 | 0 | 0  | 0  | 0  |                            |       | 13 Nov | 4 Set  | —      | 18 Nov |
| 4   | Suriname    | 0   | 0 | 0 | 0 | 0 | 0  | 0  | 0  |                            | 4 Set | 13 Nov | 10 Out | —      |        |

| 4 de setembro de 2025 | Suriname | –    | Panamá | Estádio Dr. Ir. Franklin Essed, Paramaribo |
| 20:30 (UTC−3)         |          | FIFA |        |                                            |

| 4 de setembro de 2025 | Guatemala | –    | El Salvador | Estádio Doroteo Guamuch Flores, Cidade da Guatemala |
| 20:00 (UTC−6)         |           | FIFA |             |                                                     |

| 8 de setembro de 2025 | Panamá | –    | Guatemala | Estádio Rommel Fernández, Cidade do Panamá |
| 20:30 (UTC−5)         |        | FIFA |           |                                            |

| 8 de setembro de 2025 | El Salvador | –    | Suriname | Estádio Cuscatlán, San Salvador |
| 18:30 (UTC−6)         |             | FIFA |          |                                 |

| 10 de outubro de 2025 | El Salvador | –    | Panamá | Estádio Cuscatlán, San Salvador |
| --:--                 |             | FIFA |        |                                 |

| 10 de outubro de 2025 | Suriname | –    | Guatemala | Estádio Dr. Ir. Franklin Essed, Paramaribo |
| --:--                 |          | FIFA |           |                                            |

| 14 de outubro de 2025 | Panamá | –    | Suriname | Estádio Rommel Fernández, Cidade do Panamá |
| --:--                 |        | FIFA |          |                                            |

| 14 de outubro de 2025 | El Salvador | –    | Guatemala | Estádio Cuscatlán, San Salvador |
| --:--                 |             | FIFA |           |                                 |

| 13 de novembro de 2025 | Guatemala | –    | Panamá | Estádio Doroteo Guamuch Flores, Cidade da Guatemala |
| --:--                  |           | FIFA |        |                                                     |

| 13 de novembro de 2025 | Suriname | –    | El Salvador | Estádio Dr. Ir. Franklin Essed, Paramaribo |
| --:--                  |          | FIFA |             |                                            |

| 18 de novembro de 2025 | Panamá | –    | El Salvador | Estádio Rommel Fernández, Cidade do Panamá |
| --:--                  |        | FIFA |             |                                            |

| 18 de novembro de 2025 | Guatemala | –    | Suriname | Estádio Doroteo Guamuch Flores, Cidade da Guatemala |
| --:--                  |           | FIFA |          |                                                     |

### Grupo B
| Pos | Equipe            | Pts | J | V | E | D | GP | GC | SG | Classificado               |       |        |        |        |        |
| --- | ----------------- | --- | - | - | - | - | -- | -- | -- | -------------------------- | ----- | ------ | ------ | ------ | ------ |
| 1   | Jamaica           | 0   | 0 | 0 | 0 | 0 | 0  | 0  | 0  | Copa do Mundo FIFA de 2026 |       | —      | 18 Nov | 9 Set  | 14 Out |
| 2   | Curaçau           | 0   | 0 | 0 | 0 | 0 | 0  | 0  | 0  | Possível repescagem        |       | 10 Out | —      | 14 Out | 9 Set  |
| 3   | Trinidad e Tobago | 0   | 0 | 0 | 0 | 0 | 0  | 0  | 0  |                            |       | 13 Nov | 5 Set  | —      | 18 Nov |
| 4   | Bermudas          | 0   | 0 | 0 | 0 | 0 | 0  | 0  | 0  |                            | 5 Set | 13 Nov | 10 Out | —      |        |

| 5 de setembro de 2025 | Bermudas | –    | Jamaica | Estádio Nacional, Devonshire |
| 19:00 (UTC−3)         |          | FIFA |         |                              |

| 5 de setembro de 2025 | Trinidad e Tobago | –    | Curaçau | Estádio Hasely Crawford, Port of Spain |
| 20:00 (UTC−4)         |                   | FIFA |         |                                        |

| 9 de setembro de 2025 | Jamaica | –    | Trinidad e Tobago | Independence Park, Kingston |
| 19:00 (UTC−5)         |         | FIFA |                   |                             |

| 9 de setembro de 2025 | Curaçau | –    | Bermudas | Estádio Ergilio Hato, Willemstad |
| 20:00 (UTC−4)         |         | FIFA |          |                                  |

| 10 de outubro de 2025 | Curaçau | –    | Jamaica | Estádio Ergilio Hato, Willemstad |
| --:--                 |         | FIFA |         |                                  |

| 10 de outubro de 2025 | Bermudas | –    | Trinidad e Tobago | Estádio Nacional, Devonshire |
| --:--                 |          | FIFA |                   |                              |

| 14 de outubro de 2025 | Jamaica | –    | Bermudas | Independence Park, Kingston |
| --:--                 |         | FIFA |          |                             |

| 14 de outubro de 2025 | Curaçau | –    | Trinidad e Tobago | Estádio Ergilio Hato, Willemstad |
| --:--                 |         | FIFA |                   |                                  |

| 13 de novembro de 2025 | Trinidad e Tobago | –    | Jamaica | Estádio Hasely Crawford, Port of Spain |
| --:--                  |                   | FIFA |         |                                        |

| 13 de novembro de 2025 | Bermudas | –    | Curaçau | Estádio Nacional, Devonshire |
| --:--                  |          | FIFA |         |                              |

| 18 de novembro de 2025 | Jamaica | –    | Curaçau | Independence Park, Kingston |
| --:--                  |         | FIFA |         |                             |

| 18 de novembro de 2025 | Trinidad e Tobago | –    | Bermudas | Estádio Hasely Crawford, Port of Spain |
| --:--                  |                   | FIFA |          |                                        |

### Grupo C
| Pos | Equipe     | Pts | J | V | E | D | GP | GC | SG | Classificado               |        |        |        |        |        |
| --- | ---------- | --- | - | - | - | - | -- | -- | -- | -------------------------- | ------ | ------ | ------ | ------ | ------ |
| 1   | Costa Rica | 0   | 0 | 0 | 0 | 0 | 0  | 0  | 0  | Copa do Mundo FIFA de 2026 |        | —      | Nov 25 | Set 25 | Out 25 |
| 2   | Honduras   | 0   | 0 | 0 | 0 | 0 | 0  | 0  | 0  | Possível repescagem        |        | Out 25 | —      | Nov 25 | Set 25 |
| 3   | Haiti      | 0   | 0 | 0 | 0 | 0 | 0  | 0  | 0  |                            |        | Nov 25 | Set 25 | —      | Nov 25 |
| 4   | Nicarágua  | 0   | 0 | 0 | 0 | 0 | 0  | 0  | 0  |                            | Set 25 | Nov 25 | Out 25 | —      |        |

| 5 de setembro de 2025 | Haiti | –    | Honduras | Estádio Nacional, Manágua |
| 20:00 (UTC−6)         |       | FIFA |          |                           |

| 5 de setembro de 2025 | Nicarágua | –    | Costa Rica | Ergilio Hato Stadium, Willemstad (Curaçao) |
| 20:00 (UTC−4)         |           | FIFA |            |                                            |

| 9 de setembro de 2025 | Costa Rica | –    | Haiti | Estádio Nacional, San José |
| 20:00 (UTC−6)         |            | FIFA |       |                            |

| 9 de setembro de 2025 | Honduras | –    | Nicarágua | Estádio José de la Paz Herrera Uclés, Tegucigalpa |
| 20:00 (UTC−6)         |          | FIFA |           |                                                   |

| 9 de outubro de 2025 | Honduras | –    | Costa Rica | Estádio José de la Paz Herrera Uclés, Tegucigalpa |
| --:--                |          | FIFA |            |                                                   |

| 9 de outubro de 2025 | Nicarágua | –    | Haiti | Estádio Nacional, Manágua |
| --:--                |           | FIFA |       |                           |

| 13 de outubro de 2025 | Costa Rica | –    | Nicarágua | Estádio Nacional, San José |
| --:--                 |            | FIFA |           |                            |

| 13 de outubro de 2025 | Honduras | –    | Haiti | Estádio José de la Paz Herrera Uclés, Tegucigalpa |
| --:--                 |          | FIFA |       |                                                   |

| 13 de novembro de 2025 | Haiti | –    | Costa Rica |  |
| --:--                  |       | FIFA |            |  |

| 13 de novembro de 2025 | Nicarágua | –    | Honduras | Estádio Nacional, Manágua |
| --:--                  |           | FIFA |          |                           |

| 18 de novembro de 2025 | Costa Rica | –    | Honduras | Estádio Nacional, San José |
| --:--                  |            | FIFA |          |                            |

| 18 de novembro de 2025 | Haiti | –    | Nicarágua |  |
| --:--                  |       | FIFA |           |  |

### Classificação dos segundos colocados
| Pos | Grp | Equipe                 | Pts | J | V | E | D | GP | GC | SG | Classificado        |
| --- | --- | ---------------------- | --- | - | - | - | - | -- | -- | -- | ------------------- |
| 1   | A   | 2º colocado do Grupo A | 0   | 0 | 0 | 0 | 0 | 0  | 0  | 0  | Avança a repescagem |
| 2   | B   | 2º colocado do Grupo B | 0   | 0 | 0 | 0 | 0 | 0  | 0  | 0  | Avança a repescagem |
| 3   | C   | 2º colocado do Grupo C | 0   | 0 | 0 | 0 | 0 | 0  | 0  | 0  |                     |